# Aleksej Kosygin
Aleksej Nikolajevitj Kosygin (ryska: Алексе́й Никола́евич Косы́гин; uttal: [ɐlɪkˈsʲej kɐˈsɨgʲin]), född 21 februari (8 februari enligt gamla stilen) 1904 i Sankt Petersburg, död 18 december 1980 i Moskva, var en sovjetisk politiker.

## Biografi
Kosygin anslöt sig till Röda armén 1919 och deltog i ryska inbördeskriget. Han var medlem i Sovjetunionens kommunistiska parti från 1927, och efter studier i textilteknik blev han 1937 direktör för en stor textilfabrik i sin födelsestad Leningrad. Samtidigt inledde han en politisk karriär, bland annat som ordförande i Leningrads stadsfullmäktige. 
Från 1939 var han medlem i folkkommissariernas råd (Sovjetunionens regering) och folkkommissarie med ansvar för textilindustri. Samma år invaldes han i kommunistpartiets centralkommitté. Året därpå befordrades han till vice ordförande i regeringen och kvarstod i denna tjänst till 1946. 1943–46 var han dessutom premiärminister i Ryska SFSR. Kosygin invaldes i kommunistpartiets politbyrå 1948 och var under några månader samma år finansminister, och därefter minister för lätt industri 1948–53.
Efter Josef Stalins död 1953 degraderades Kosygin, men 1960 återfick han sin plats i presidiet (som politbyrån då kallades) och utnämndes till förste vice regeringschef. Tillsammans med Leonid Brezjnev och Nikolaj Podgornyj innehade han en nyckelroll i samband med avsättandet av Nikita Chrusjtjov 1964. Kosygin utsågs till Chrusjtjovs efterträdare som regeringschef och han framstod snart, vid sidan av Brezjnev, som Sovjetunionens ledande politiker. Under 1970-talet fick han dock alltmer stå tillbaka för Brezjnev; han avgick 1980, ett par månader innan sin död. 
Kosygin ansågs vara mer reformvänlig än Brezjnev. Inrikespolitiskt fortsatte Kosygin Chrusjtjovs politik och fokuserade bland annat på lättare industriproduktion och produktion av konsumtionsvaror. Utrikespolitiskt förespråkade Kosygin avspänning mot USA och övriga västländer, samtidigt som han hårdhänt ingrep mot liberaliserings- och självständighetssträvanden i Sovjetunionen och andra öststater, till exempel mot Alexander Dubčeks regering under Pragvåren i Tjeckoslovakien 1968.